# Ashton Holmes
Ashton Holmes (Albany, 17 febbraio 1978) è un attore statunitense.

## Biografia
Nato ad Albany, muove i primi passi nel mondo della recitazione in giovane età, collaborando con la The Albany Academy; è stato anche cantante della band Method of Groove, gruppo della omonima cittadina. Ha acquistato notorietà dopo aver recitato nel film A History of Violence di David Cronenberg, nel ruolo di Jack Stall. Ha inoltre recitato in varie serie televisive, tra cui Nikita, Revenge e la miniserie The Pacific.

## Filmografia

### Cinema
- Advising Michael, regia di Chris Stearns (1997)
- Raising Hell, regia di Brandon Bethmann e Eric Szmyr (2003)
- A Million Miles to Sunshine, regia di Wendy Chan - cortometraggio (2004)
- A History of Violence, regia di David Cronenberg (2005)
- La forza del campione  (Peaceful Warrior), regia di Victor Salva (2006)
- Wind Chill - Ghiaccio rosso sangue (Wind Chill), regia di Gregory Jacobs (2007)
- Normal Adolescent Behavior, regia di Beth Schacter (2007)
- What We Do Is Secret, regia di Rodger Grossman (2007)
- Smart People, regia di Noam Murro (2008)
- The Divide, regia di Xavier Gens (2011)
- Cold Turkey, regia di Will Slocombe (2013)
- Acts of Violence, regia di Brett Donowho (2018)

### Televisione
- Una vita da vivere (One Life to Live) - serie TV (2002-2003)
- Law & Order - Unità vittime speciali (Law & Order: Special Victims Unit) - serie TV, episodio 4x25 (2003)
- Cold Case - Delitti irrisolti (Cold Case) - serie TV, episodio 1x21 (2004)
- Ghost Whisperer - Presenze (Ghost Whisperer) - serie TV, episodio 1x09 (2005)
- Boston Legal - serie TV, 5 episodi (2006)
- Numb3rs - serie TV, episodio 5x05 (2008)
- Law & Order: Criminal Intent - serie TV, episodio 8x02 (2009)
- Dr. House - Medical Division (House M.D.) - serie TV, episodio 5x24 (2009)
- CSI - Scena del crimine (CSI: Crime Scene Investigation) - serie TV, episodio 10x10 (2009)
- The Pacific - miniserie TV, 7 puntate (2010)
- Nikita - serie TV, 12 episodi (2010-2011)
- Lie to Me - serie TV, episodio 3x13 (2011)
- Revenge - serie TV, 11 episodi (2011-2012)
- Reckless, regia di Martin Campbell - film TV (2013)
- Supernatural - serie TV, 9x06 (2013)
- Criminal Minds - serie TV, episodio 9x17 (2014)
- Only Human, regia di Gavin O'Connor - film TV (2014)
- Motive - serie TV, episodio 3x06 (2015)
- Being Mary Jane - serie TV, 14 episodi (2017)
- Bosch - serie TV, 4 episodi (2020)
- NCIS: Hawai'i - serie TV, episodio 1x07 (2021)

## Doppiatori italiani
Nelle versioni in italiano delle opere in cui ha recitato, Ashton Holmes è stato doppiato da:
- Gabriele Lopez in CSI - Scena del crimine, Supernatural
- Fabrizio De Flaviis in Cold Case - Delitti irrisolti, The Pacific
- Andrea Mete in A History of Violence, Dr. House - Medical Division
- Flavio Aquilone in Nikita, Motive
- Massimiliano Alto in Law & Order - Unità vittime speciali
- Renato Novara in Law & Order: Criminal Intent
- Stefano Crescentini in Ghost Whisperer - Presenze
- Emiliano Ragno ne La forza del campione
- Francesco Pezzulli in Lie to Me
- Daniele Raffaeli in Revenge
- Valerio Amoruso in The Divide
- Francesco Meoni in Acts of Violence
- Emiliano Coltorti in Bosch
- Gabriele Sabatini in NCIS: Hawai'i